# Philiris titeus
Philiris titeus är en fjärilsart som beskrevs av D'abrera 1971. Philiris titeus ingår i släktet Philiris och familjen juvelvingar. Inga underarter finns listade i Catalogue of Life.